# Zmago Jeraj
Zmagoslav Jeraj, slovenski slikar, grafik in fotograf, * 9. november 1937, Ljubljana † 28. marec 2015, Ptuj.

## Življenjepis
Jeraj se je rodil v Ljubljani, slikarstvo pa je študiral na Akademiji za likovno umetnost v Ljubljani in v Beogradu, kjer je leta 1960 tudi diplomiral pri profesorici Zori Petrović. Študij je nato nadaljeval na specialki za slikarstvo na ALU v Ljubljani pri profesorju Gabrijelu Stupici in ga zaključil leta 1967. Leta 1985 je prejel nagrado Prešernovega sklada za umetniške dosežke v risbi in gvašu, leta 2009 pa Prešernovo nagrado za življenjsko delo.